# Taphrina vestergrenii
Taphrina vestergrenii (лат.) — вид грибов рода тафрина (Taphrina) отдела аскомицеты (Ascomycota), паразит папоротников рода Щитовник (Dryopteris). Вызывает пятнистость листочков вай.

## Описание
Пятна на растении неправильной формы, утолщённые, размерами до 5 мм, желтоватые, затем буреющие.
Мицелий под кутикулой листочков.
Сумчатый слой («гимений») имеет вид беловатого восковидного налёта на нижней стороне пятен.
Аски восьмиспоровые, размерами 20—42×5—10 мкм, цилиндрические или булавовидные, с закруглённой или усечённой верхушкой. Базальные клетки (см. в статье Тафрина) 8—20×4—10 мкм.
Аскоспоры эллипсоидальные, 6—8,5×2,5—4 мкм, могут почковаться в асках.
Типовой хозяин — щитовник мужской (Dryopteris filix-mas).
Taphrina vestergrenii известна на Британских островах, в северных и центральных регионах Европы, особенно часто её находят на Скандинавском полуострове, на восток распространяется до Эстонии; а также встречается в Азии — в Китае и Японии.